# Чагарли-Оба
Чагарли́-Оба́ (крим. Çagarlı Oba) — довгастий курган в Сімферополі, біля Севастопольської вулиці при виїзді з міста.
Крайня південно-західна точка міста.
Висота над рівне моря —305 метрів.
Краєзнавець Ігор Бєлянський виводив назву від кримськотатарського çegerlık — «зарості, дрібнолісся».